# Brocchinia cowanii
Brocchinia cowanii är en gräsväxtart som beskrevs av Lyman Bradford Smith. Brocchinia cowanii ingår i släktet Brocchinia och familjen Bromeliaceae. Inga underarter finns listade i Catalogue of Life.